# Versetzung in die zweite Klasse des Soldatenstandes
Die Versetzung in die zweite Klasse des Soldatenstandes war eine Militärstrafe, die zwischen 1808 und 1921 zunächst in Preußen, später auch in allen anderen deutschen Staaten gegen Soldaten ausgesprochen werden konnte. Sie galt als besonders schwere Ehrenstrafe und wurde bei Unteroffizieren und Mannschaften angewendet; Unteroffiziere wurden gleichzeitig degradiert. Offiziere wurden stattdessen, unter Verlust all ihrer erworbenen Rechte, aus dem Dienst entfernt.
Die Bestraften hatten ihre Soldatenehre verwirkt, selbst dann, wenn sie infolge des Urteils ihre bürgerlichen Ehrenrechte nicht verloren hatten. Damit war es möglich, die Betroffenen der Prügelstrafe (Stäupen, 1872 abgeschafft) zu unterwerfen, die ansonsten im preußischen Heer seit 1806 verboten war. Soldaten der zweiten Klasse des Soldatenstandes verloren ihre Versorgungsansprüche (Altersversorgung), waren von ihren Kameraden möglichst abzusondern und unter besondere Aufsicht zu stellen. Die Bestrafung wurde unbefristet ausgesprochen. Eine Rehabilitierung konnte nur auf besonderen Antrag erfolgen und bedurfte der Zustimmung des Landesherrn, bei Marine-Angehörigen jener des deutschen Kaisers. Erst dann war auch eine Beförderung im Dienstgrad wieder möglich.
Äußerlich kenntlich waren die Bestraften durch den Verlust der Nationalkokarde an der Kopfbedeckung sowie aller aberkennungsfähigen äußeren Ehrenzeichen (Dienstauszeichnungen u. Ä.). Vor der Aberkennung besonderer Auszeichnungen (z. B. für Tapferkeit) war die Zustimmung des verleihenden Landesherrn einzuholen. Die Maßnahmen erstreckten sich auch auf alle nicht rehabilitierten Bestraften nach dem Ende ihres Militärdienstes. 

## Geschichte
Die Versetzung in die zweite Klasse des Soldatenstandes galt seit 1808 in Preußen als eine der schwersten Militärstrafen, noch vor der Degradierung und milderen Haftstrafen (Festungs- oder Kasernenarrest). Häufig wurde sie gemeinsam mit einer Haftstrafe verhängt. Härtere Sanktionen stellten nur noch die Ausstoßung aus den Streitkräften (nach eventuell zuvor verbüßter Zwangsarbeit oder Zuchthausstrafe) oder die Todesstrafe dar.
Mit Einführung des Militär-Strafgesetzbuches für das Deutsche Reich im Jahr 1872 war die Versetzung in die zweite Klasse des Soldatenstandes in allen deutschen Heereskontingenten und der Marine möglich. Gemäß § 37 galt: 
„1) Auf Versetzung in die zweite Klasse des Soldatenstandes muss erkannt werden neben dem Verluste der bürgerlichen Ehrenrechte, wenn die Dauer dieses Verlustes nicht drei Jahre übersteigt.
2) Auf Versetzung in die zweite Klasse des Soldatenstandes kann erkannt werden:
1) in wiederholtem Rückfalle,
2) wenn die Verurtheilung wegen Diebstahls, Unterschlagung, Raubes, Erpressung, Hehlerei, Betruges oder Urkundenfälschung erfolgt, auch wenn der Verlust der bürgerlichen Ehrenrechte nicht eintritt.“
Ferner galt, gemäß §. 39:
„Die Versetzung in die zweite Klasse des Soldatenstandes hat den dauernden Verlust der Orden und Ehrenzeichen von Rechtswegen zur Folge, auch darf der zu dieser Strafe Verurtheilte die Militärkokarde nicht tragen und Versorgungsansprüche, soweit dieselben durch Richterspruch aberkannt werden können, nicht geltend machen.“
Eine besondere Sanktion stellte der mögliche Vollzug der Prügelstrafe dar. Diese war 1808 im Zuge der Preußischen Heeresreform für alle übrigen preußischen Militärangehörigen abgeschafft worden („Freiheit des Rückens“), das Spießrutenlaufen wurde seit der Abschaffung 1806 auch an Soldaten der zweiten Klasse des Soldatenstandes nicht mehr vollzogen. Die willkürliche Ausführung der Prügelstrafe blieb verboten, sie durfte nur nach vorheriger Anordnung des Regiments- oder Bataillonskommandeurs vollzogen werden, und zwar mit mindestens zehn und höchstens 30 Stockhieben. Die militärgerichtliche Anordnung der Prügelstrafe war zwar seit 1848 verboten, als disziplinarisches Mittel war sie gegenüber Soldaten der zweiten Klasse jedoch weiterhin erlaubt. Erst die Disziplinarstrafordnung für das Preußische Heer vom 31. Oktober 1872 hob die Prügelstrafe endgültig auf.
Entsprechend verurteilte Einjährig-Freiwillige verloren laut Reichsmilitärgesetz vom 2. Mai 1874 (§ 50) die Eigenschaft als Einjährig-Freiwillige und mussten den vollen, mehrjährigen Militärdienst ableisten.
Die Wiederaufnahme in die erste Klasse des Soldatenstandes erfolgte nur auf besonderen Antrag und bedurfte der Zustimmung des Landesherrn, bei der Kaiserlichen Marine jener des deutschen Kaisers. Um sie durfte zweimal, in Ausnahmefällen dreimal nachgesucht werden. Dies war frühestens ein Jahr nach Ablauf der Verbüßung der zusätzlich verhängten Strafe (z. B. Haftstrafe) möglich. Zusätzlich musste der Bestrafte die eventuell zuvor aberkannten bürgerlichen Ehrenrechte zwischenzeitlich wiedererlangt haben. Wurde die Rehabilitierung verwehrt, verblieb der Bestrafte dauerhaft in der zweiten Klasse des Soldatenstandes und blieb auch nach seinem Ausscheiden aus dem Militär bestimmten Sanktionen unterworfen (z. B. Verbot des Tragens der Nationalkokarde an der Zivilkleidung).
Die Versetzung in die zweite Klasse des Soldatenstandes wurde als Militärstrafe in der Weimarer Republik abgeschafft. Stattdessen wurde gemäß § 44 Abs. 2 des Wehrgesetzes vom 23. März 1921 bei entsprechend Verurteilten auf Dienstentlassung erkannt. 
In der Zeit des Nationalsozialismus wurde die Versetzung in die zweite Klasse des Soldatenstandes als Militärstrafe nicht wiederbelebt – entgegen einer, teilweise noch heute, kursierenden irrigen Meinung. Vielmehr konnte gemäß § 13 des Wehrgesetz vom 21. Mai 1935 bestraften Soldaten die Wehrwürdigkeit abgesprochen werden; die Betroffenen galten als „wehrunwürdig“ und wurden aus der Wehrmacht ausgestoßen. Seit 1936 konnten verurteilte Soldaten in sogenannte Sonderabteilungen überstellt werden, um dort gegebenenfalls ihre volle Wehrwürdigkeit wieder zu erlangen. Im Zweiten Weltkrieg traten an die Stelle der aufgelösten Sonderabteilungen die Bewährungsbataillone. Die sogenannten Erziehungs- bzw. Bewährungsmänner galten im offiziellen Sinn als nur „bedingt wehrwürdig“, nicht aber als „Soldaten zweiter Klasse“.
In der DDR konnten straffällig gewordene Soldaten der Nationalen Volksarmee zur Verbüßung einer Haftstrafe in das Militärgefängnis Schwedt überstellt werden. Die Haftzeit war nachzudienen, eine Versetzung in die zweite Klasse des Soldatenstandes war als Strafe jedoch unbekannt.
Die Bundeswehr kennt die Versetzung in die zweite Klasse des Soldatenstandes ebenfalls nicht. Vielmehr verlieren Soldaten ihre Rechtsstellung als Soldat und werden aus dem Dienst entlassen, falls sie ein Gericht zu einer Freiheitsstrafe von mehr als einem Jahr verurteilt.